# سیارک ۲۴۰۶۳
سیارک ۲۴۰۶۳ (به انگلیسی: 24063 Nanwoodward، نامگذاری:1999TV116) بیست و چهار هزار و شصت و سومین سیارک کشف شده‌است که در ۴ اکتبر ۱۹۹۹ کشف شد.
قدر مطلق سیارک برابر ۱۴.۱ است.